# Alfredo Zitarrosa
Alfredo Zitarrosa (Montevideo, 10 de marzo de 1936-17 de enero de 1989) fue un cantautor, poeta, periodista y escritor uruguayo, considerado una de las figuras más destacadas de la música popular de América Latina en el siglo XX. Su obra, profundamente enraizada en la tradición folclórica del Río de la Plata, especialmente en el género de la milonga, aunque incursionó también en el candombe y la zamba, entre otros, se caracterizó por una estética sobria y un lirismo de fuerte contenido social, político y existencial. La voz grave y profunda de Zitarrosa, su particular estilo interpretativo y su compromiso con las causas populares lo convirtieron en un ícono cultural no solo en Uruguay, sino también en Argentina, Chile, Perú y otros países del continente.
Zitarrosa comenzó su carrera profesional en el periodismo y la radio, desempeñándose como locutor, recitador de poesía y guionista, antes de lanzarse plenamente a la música a mediados de la década de 1960. Su aparición en la escena musical fue recibida con un fuerte impacto por su combinación de raíces tradicionales con una sensibilidad moderna y crítica, en un momento de grandes transformaciones culturales y políticas en la región. Su repertorio, que incluía principalmente composiciones propias, le valió un lugar destacado en la llamada Nueva Canción, un movimiento que abogaba por una música comprometida, latinoamericanista y popular.
Militante de izquierda, Zitarrosa fue un firme defensor de la justicia social, la democracia y los derechos humanos. Debido a sus posturas políticas y su cercanía con el Frente Amplio, debió exiliarse tras el golpe de Estado en Uruguay en 1973. Durante su exilio, vivió en Argentina, España y México, donde continuó su labor artística, colaboró con otros músicos exiliados y mantuvo su voz como símbolo de resistencia. Su regreso a Uruguay en 1984, en plena apertura democrática, fue un acontecimiento cultural y político de gran repercusión, con conciertos multitudinarios que marcaron su reinserción en la vida pública del país.
Zitarrosa dejó un legado artístico y ético de enorme influencia en generaciones posteriores de músicos y escritores. Su obra, que incluye decenas de discos, poemarios y textos periodísticos, sigue siendo objeto de estudio, homenaje y reinterpretación. Su figura es un emblema de la identidad uruguaya, de la dignidad del artista comprometido y de la potencia poética de la música popular.

## Biografía

### Infancia y juventud

Zitarrosa a los 4 años de edad, c. 1940-1941

Alfredo Zitarrosa nació el 10 de marzo de 1936. Hijo natural de Jesusa Blanca Nieve Iribarne, que con 19 años lo dio a luz en el hospital pediátrico Pereira Rossell, fue anotado como Alfredo Iribarne. A poco de nacer, bajo circunstancias especiales, su madre lo dio a criar al matrimonio compuesto por Carlos Durán, hombre de varios oficios, y Doraisella Carbajal, empleada en el Consejo del Niño. Pasó entonces a ser Alfredo «Pocho» Durán. Con esa pareja vivió en diversos barrios de la capital uruguaya y luego, entre 1944 y fines de 1947, se trasladó al pueblo de Santiago Vázquez, con frecuentes visitas a la campaña cerca de Trinidad, capital del departamento de Flores, de donde era oriunda su madre adoptiva. Se ha señalado que esta experiencia infantil lo marcó para siempre, dado que en su repertorio resalta la inclusión mayoritaria de ritmos y canciones de origen campesino, fundamentalmente milongas.
Regresó con su familia adoptiva por breve tiempo a Montevideo, para luego, a comienzos de su adolescencia, pasar a vivir con su madre biológica y el esposo, el argentino Alfredo Nicolás Zitarrosa, quien le dio su apellido, y su hermana recién nacida, en el Rincón de la Bolsa, hoy llamado Ciudad del Plata, en el km 29.5 de la vieja ruta a Colonia, departamento de San José. Afincado allí, cursó el liceo en Montevideo, adonde finalmente se trasladó en su temprana juventud. Vivió primero con el matrimonio Durán y luego en la pensión de la señora Ema, sita en la calle Colonia esquina Médanos —hoy Barrios Amorín—, para ocupar después la famosa buhardilla de la casa que funcionaba también como pensión y era propiedad de Blanca Iribarne, su madre, ubicada en la calle Yaguarón —hoy Aquiles Lanza— 1021, enfrente de la plaza que actualmente lleva su nombre y a la vista del Cementerio Central. Trabajó, entre otros menesteres, como vendedor de muebles, de suscripciones a una sociedad médica, de oficinista y en una imprenta. Tiempo después recordaba con afecto al que fuera su primer empleador, un tal Pacciello, que le fue presentado por uno de sus compañeros habituales de viaje en sus traslados diarios a Montevideo, durante la época liceal.

### Inicios artísticos
Se inició en las lides artísticas en 1954, como locutor de radio. Incursionó como presentador y animador, libretista e informativista, e incluso como actor de teatro. Fue también escritor, poeta y periodista. En esta última actividad, se destacó su labor en el semanario Marcha.
Aunque cantaba desde pequeño y realizado ya algunas grabaciones informales que trascendieron con los años, debutó profesionalmente como cantor el 20 de febrero de 1964, en Perú. Forzado por las circunstancias y un poco fortuitamente, participó en un programa que se emitía por el Canal 13, Panamericana de Televisión, comenzando así una carrera que nunca se interrumpiría. Zitarrosa relató así su experiencia:

No tenía ni un peso, pero sí muchos amigos. Uno de ellos, César Durand, regenteaba una agencia de publicidad y por sorpresa me incluyó en un programa de televisión, y me obligó a cantar. Canté dos temas y cobré 50 dólares. Fue una sorpresa para mí, que me permitió reunir algunos pesos.
Alfredo Zitarrosa

Poco después, al pasar por Bolivia de regreso a Uruguay, realizó varios programas en Radio Altiplano de la ciudad de La Paz. Debutó posteriormente en Montevideo, en 1965, en el Auditorio del Servicio Oficial de Difusión Radioeléctrica (SODRE). Su participación en este espacio le sirvió de peldaño para ser invitado, a principios de 1966, al ya reconocido Festival de Cosquín, en Argentina, al que volvió en 1985.
Desde el principio, se estableció como una de las grandes voces del canto popular latinoamericano, con raigambre folclórica y clara ideología de izquierda. [cita requerida] Cultivaba un estilo contenido y varonil, y su voz grave y un típico acompañamiento de guitarras le dieron su sello característico.

### La militancia política
En la década de 1960 fue votante y militante del Frente de Izquierda de Liberación (FIDEL), lista 1001, en el seno del Movimiento Popular Unitario que integraba aquella coalición. Luego siguió militando en el Partido Comunista de Uruguay hasta su muerte. En 1971 adhirió al Frente Amplio. Participó como cantor en innumerables actos políticos de estas organizaciones.

### El exilio
Aquellas actividades, sumadas al contenido ideológico de su canción, le valieron el ostracismo y finalmente el exilio, durante los años de la dictadura (1973-1985). Sus canciones estuvieron prohibidas en Uruguay durante ese período, y más tarde en Argentina y Chile, por las dictaduras que gobernaron esos países. Vivió entonces, sucesivamente, en Argentina, España, México y, nuevamente, Argentina, a partir del 9 de febrero de 1976.
En su primera etapa argentina, que terminó el 29 de septiembre de 1976, vivió en Buenos Aires. Allí tuvo una buena actividad artística, que incluyó una presentación en San Pablo, Brasil. Había conformado dos elencos de guitarristas argentinos y uruguayos, con los que realizó diversas grabaciones y presentaciones en varias ciudades del país, entre ellas la propia Buenos Aires y Bahía Blanca. No obstante, esas producciones solo incluyeron temas compuestos previamente.
Presionado por la persecución que sobrevino tras la irrupción de las dictaduras que, simultáneamente, asolaban el continente coordinadas a través del Plan Cóndor, partió hacia la ciudad de Madrid, España, donde llegó el 30 de septiembre. Vivió allí el peor momento de su exilio, hasta que, el 19 de abril de 1979, se trasladó definitivamente a México, donde venía realizando distintas presentaciones de la mano del productor Julio Solórzano Foppa, desde 1977. Se afincó en el Distrito Federal y, a pesar de que todavía seguía sin poder crear nuevas canciones, tuvo un importante desempeño, incluyendo un programa semanal en radio Educación y múltiples presentaciones en diversos escenarios, como el Auditorio Nacional. Durante ese período, que llegó hasta junio de 1983, realizó, también, actuaciones en otros países: Cuba, Venezuela, Perú, Australia y Estados Unidos, entre otros.

### El regreso
Levantada la prohibición de su música, como la de tantos en la Argentina luego de la Guerra de Malvinas, se radicó nuevamente en Buenos Aires, donde realizó tres memorables recitales en el estadio Obras Sanitarias, los primeros días del mes de julio de 1983.  El 31 de marzo de 1984 volvió a su país, donde tuvo una histórica y masiva recepción, la que fue descripta por él mismo como «la experiencia más importante de mi vida».
En ese regreso, pasadas las primeras emociones del reencuentro con su país y su gente, comenzó a tener diversas dificultades.

## Fallecimiento
Falleció en los albores del 17 de enero de 1989, a causa de una peritonitis derivada de un infarto mesentérico.

## Musicalidad

### Estilo musical
Zitarrosa buscó una canción uruguaya basada en los géneros musicales que identifican a la región. En esta búsqueda también puede identificarse a artistas contemporáneos como Daniel Viglietti y Los Olimareños, que a su vez fueron precedidos por otros como Osiris Rodríguez Castillos, Amalia de la Vega y Anselmo Grau.
Su obra tiene base en la música folclórica rural, y encuentra en el tango el modelo de acompañamiento de guitarras. Zitarrosa rescató los dúos, tríos y cuartetos presentes desde larga data en la música uruguaya. Utilizó el cuarteto principalmente en la milonga. Esta formación ya había sido utilizada en el tango, donde artistas como Carlos Gardel o Alberto Mastra usaron tres guitarras y un contrabajo o tres guitarras y un guitarrón.

## Obra
Entre las canciones que se convirtieron en grandes éxitos figuran «Doña Soledad», «Pa'l que se va», «Crece desde el pie», «Recordándote», «Stéfanie», «Adagio en mi país», «Zamba por vos», «El violín de Becho» y el poema por milonga «Guitarra negra».
Como poeta, fue galardonado por la Intendencia de Montevideo con el Premio Municipal de Poesía de 1959, por el libro Explicaciones, que nunca quiso publicar.
En 1988 vio la luz su libro de cuentos Por si el recuerdo, con relatos escritos en distintos momentos de su vida.

### Su vida en sus creaciones
Como todo creador, nutrió su obra de fuentes diversas. Aun así, en su caso particular es de destacar el alto componente autobiográfico, o la exposición de vivencias personales, que aparecen en sus creaciones.
Así tenemos, por ejemplo, que en el tema «Pájaro rival» refleja una honda preocupación existencial y hasta tiene una intuición premonitoria de su muerte próxima, ocurrida poco después de finalizar la grabación del disco donde está incluido, Sobre pájaros y almas, editado póstumamente en 1989:

Por sanar de una herida
he gastado mi vida
pero igual la viví
y he llegado hasta aquí.

Por morir, por vivir,
porque la muerte es más fuerte que yo
canté y viví en cada copla
sangrada querida cantada
 nacida y me fui...

Esa herida de la que habla, más allá de la duda existencial común a cualquier ser humano, tiene que ver con su particular historia personal, la que se refleja en «Explicación de mi amor», una canción donde reúne elementos de los tres padres que tuvo, fundamentalmente del biológico, que lo negó, y cuya sombra lo persiguió toda su vida:

Mi padre serás, como fuiste mi padre,
un gameto en la grieta cerrada del tiempo...

Mas mientras te busque en las cosas,
en tanto regreses sin que yo te llame o te olvide,
te pido que limpies mi amargo dolor;
por favor, que no sigas muriendo.

O de lo vivido con su padre adoptivo, Carlos Durán, al que acompañó en sus últimos días. Años después, así recordó el episodio: «Carlos no era mi padre y yo lo sabía. Era muy viejo para ser mi mejor amigo, pero cuando ya viudo me pidió que no lo abandonara, sentí que más que mi padrastro era mi hermano, y lo acompañé hasta el final, y lo enterré, con la ayuda de sus sobrinos auténticos, después de rescatarlo, desnudo, de la morgue del Hospital Militar. Su ataúd sonó como un bramido al dar un tumbo en el fondo del Panteón Policial del Buceo». (Se refiere al cementerio ubicado en el barrio montevideano conocido como El Buceo).

...voz ronca de un órgano ya enmudecido,
ahí estás, larga caja de pino.

Rindió homenaje al mismo Carlos Durán, que había sido, entre otros oficios, policía ('milico', en el lenguaje popular) por necesidad, dedicándole uno de sus temas más emblemáticos, la «Chamarrita de los milicos». Él lo explica de esta manera: «[…] Fue escrita de un tirón en la mesa de un bar de Bvar. Artigas y 18 de julio, el 27 de enero de 1970. Ese día había nacido mi hija Carla Moriana y yo sentía que le estaba escribiendo al que no pudo ser su abuelo, mi padre adoptivo, Carlos Durán, quien siendo hijo de coronel ‘colorado’, había terminado de ‘milico’ en los años 40. Pobres como éramos, yo recuerdo el gran revólver de mi padre, descargado, que él guardaba en un cajón del ‘trinchante’, después de quitarse ‘las correas’, cada noche o cada mañana, según las guardias. Las balas, siempre separadas, olían a todas las cosas que allí guardaba mamá. Yo no podía imaginarme de qué modo se abrían, ni qué demonios tendrían adentro que eran tan peligrosas. Pero eran, esas balas y ese revólver, el lujo subalterno de aquella humilde casa, una prenda del Estado -así me decían- que mi padre portaba como una penitencia no exenta de cierto orgullo vacilante»:

Chamarrita cuartelera,
no te olvides que hay gente afuera,

cuando cantes pa’ los milicos,
no te olvides que no son ricos,
y el orgullo que no te sobre,
no te olvides que hay otros pobres.

En gran parte de sus canciones pone de manifiesto, también, su conocimiento del campo y el medio rural, adquirido durante su infancia en sus frecuentes visitas a los hermanos de su madre adoptiva, particularmente su tío José Pepe Carbajal. Dijo él al respecto: «Todas las vacaciones, en el tiempo de verano, yo me iba al centro mismo del país, a la ciudad de Trinidad, capital del departamento de Flores, que -tal vez- es el más atrasado de estos departamentos del interior del país; una zona eminentemente ganadera, de grandes latifundios […] Allí yo he pasado los tres meses de verano, desde que recuerdo hasta los 12 años, desde muy pequeño hasta los 12 años. Allí, claro, aprendí todo lo que sé del campo, aunque más tarde viviera en el campo también, pero ya de adolescente. Aprendí a montar a caballo, a ordeñar; cosas del campo... a cazar».
Esta frecuentación hizo que tomara especial preferencia por la música campera, y que su personalidad se impregnara de rasgos campesinos, dándole algo más que elementos para sus creaciones. La milonga «Mi tierra en invierno» es una de ellas, en la que demuestra conocer muy bien distintas facetas del quehacer rural.
El apego al caballo y su especial cuidado, como elemento imprescindible en las tareas cotidianas:

…y aunque el caballo esté sano,
lo cuida de la garganta
que, aunque el caballo no canta,
lo ha de tener siempre a mano.

Las tareas con el ganado:

...porque llegado setiembre
será tiempo de castrar,
de marcar y descolar...

Las plagas:

...Hay que vigilar la hormiga
que hace pirva en campo llano...

O los tiempos de cosecha:

...se trilla el trigo en diciembre.

En su temprana juventud, conchabado ya como locutor en la radio, en Montevideo, comenzó a despertar su vocación artística y su gusto por la bohemia, y la noche y sus fantasmas. Fueron tiempos de experimentos diversos, en los que puso a prueba su capacidad en diferentes quehaceres del arte. La parte medular de esa etapa de su vida transcurrió en el Barrio Sur, donde habitó en una casa frente a una plaza, a la que también da el cementerio; ese lugar –barrio de negros, de candombe, de carnaval, de llamadas, de gente humilde, solidaria y fraterna– dejó su impronta en la sensibilidad del joven Alfredo Zitarrosa, que tuvo, desde siempre, una inclinación particular: quería parecer mayor, mostrarse como una persona seria y circunspecta, por el gusto de hacerlo y también, quizá, porque siempre aparentó tener menos años de los que tenía. Llegó a tal punto esta obsesión, que hasta se puso anteojos, que no necesitaba, para aumentarse la edad. Con el tiempo, y ya en su oficio de cantor, siempre se presentaría en sus actuaciones, en el lugar que fuera, vestido a la manera tradicional, con traje y corbata y con una apariencia rigurosamente formal.
Aparecen elementos y circunstancias relativos a esta etapa de su vida en varias canciones, una de ellas es «Coplas del canto», donde afirma:

De tanto vivir frente
del cementerio
no me asusta la muerte
ni su misterio.

Y es una de sus canciones más reconocidas, «Candombe del olvido», compuesta muchos años después, la que se inspira casi por completo en la evocación de ese tiempo:

Ya no recuerdo el jardín de la casa,
ya nadie me espera en la plaza.
Suaves candombes, silencios y nombres
de otros; se cambian los rostros.

Quién me dará nuevamente mi voz inocente,
mi cara con lentes.
Cómo podré recoger las palabras habladas,
sus almas heladas.

Qué duros tiempos, el ángel ha muerto,
los barcos dejaron el puerto.
Tiempo de amar, de dudar, de pensar y luchar,

de vivir sin pasado.

Tiempo raudal, una luz cenital
cae a plomo en la fiesta de Momo,
tiempo torrente que fluye;
por Isla de Flores llegan los tambores.

Fuego verde, llamarada,
de tus roncos tambores del Sur,
techos de seda bordada.

...el candombe es una planta que crece,
y hasta el cielo se estremece.

## Homenajes

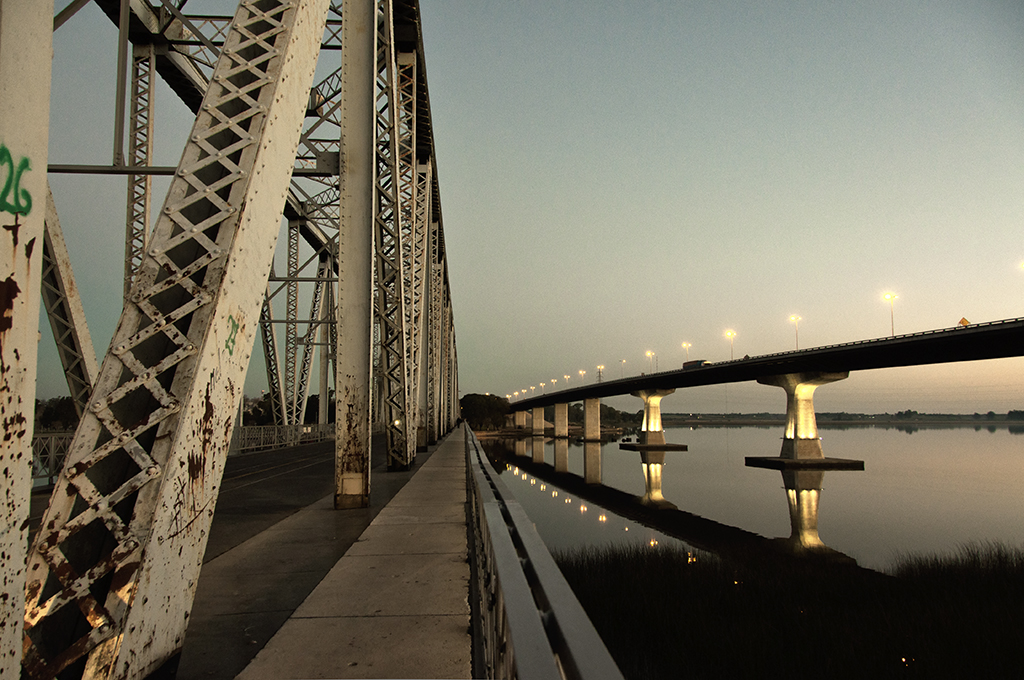
Puente Alfredo Zitarrosa, sobre el río Santa Lucía

Son múltiples los homenajes de distinta índole que se centran en la figura de Alfredo Zitarrosa.

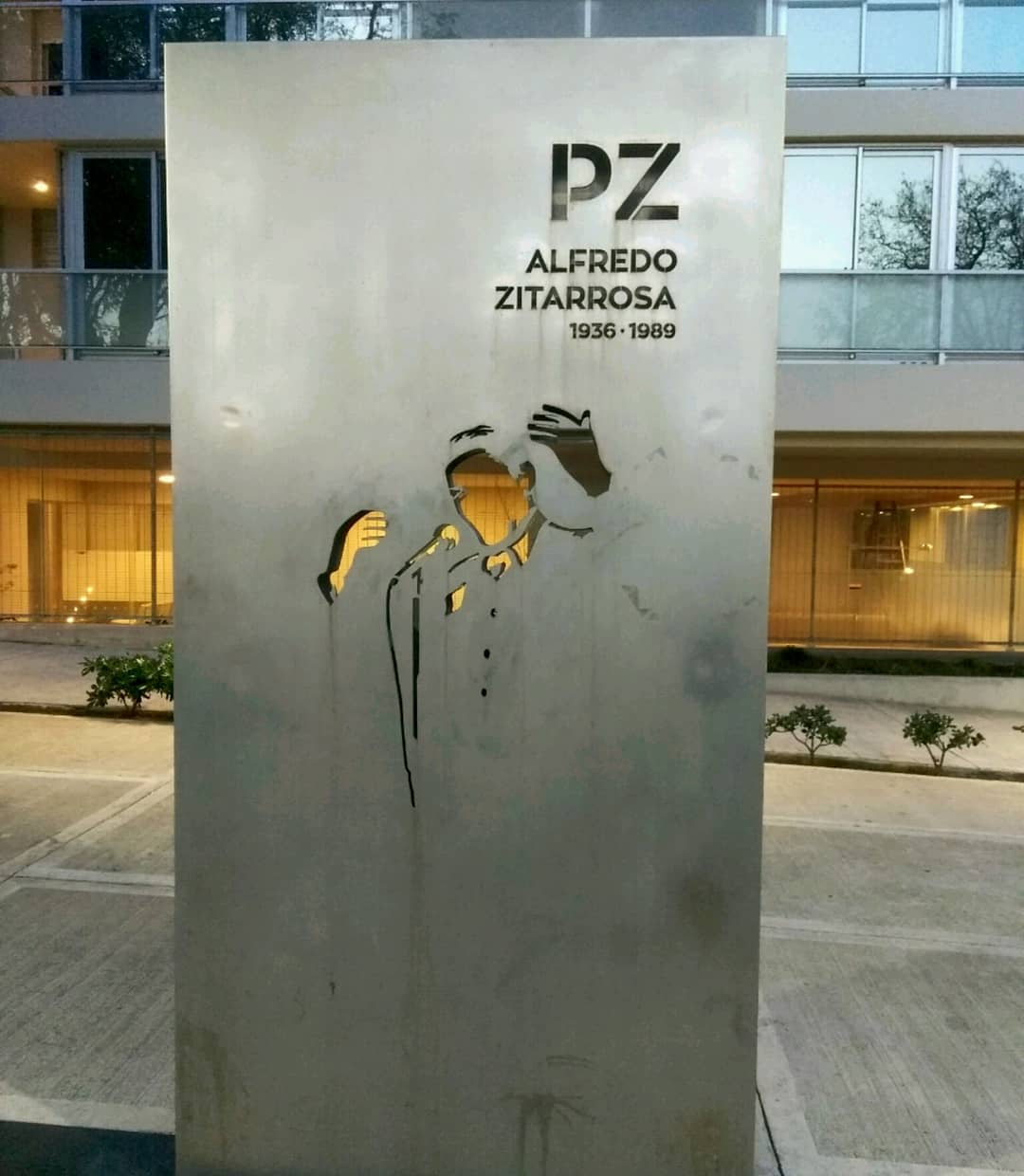
Monolito en la plaza Zitarrosa (Montevideo)

- El nuevo puente sobre el río Santa Lucía, que une Santiago Vázquez con Ciudad del Plata.
- Una plaza de Montevideo, frente al Cementerio Central.
- Un sector aledaño a la avenida Costanera de la ciudad de Buenos Aires.
- La rambla de la localidad balnearia de Las Toscas, parte de la Costa de Oro, en el departamento de Canelones.
- Una plaza en la ciudad de Tandil, provincia de Buenos Aires, Argentina.
- Una calle en la ciudad de Luján, provincia de Buenos Aires, Argentina
- El antiguo cine Rex, de la ciudad de Montevideo, fue reciclado como sala de espectáculos; se inauguró el 3 de noviembre de 1999 y lleva el nombre de Sala Zitarrosa.[24]
- La escuela técnica de Ciudad del Plata, departamento de San José.
- Una gran cantidad de canciones de diversos autores están íntegramente dedicadas a él o lo mencionan en su letra. Entre otras:
  - «A Dom Zitarrosa», del grupo portoalegrense Alma Musiqueira.
  - «A Don Alfredo (¡Zitarrosa!)», de Fernando Kabusacki.
  - «A Don Zitarrosa en el Cielo», de Raúl Quiroga & Las guitarras de Americanto.
  - «Alfredianas», del grupo Sanampay.
  - «Alfredo Zitarrosa en el Gran Rex», de Carlos Benavides.
  - «Canción dolida desde el Iporá», de Numa Moraes y Washington Benavides.
  - «Canto oriental», de Alí Primera.
  - «Crece en la memoria», de Jorge Guichón.
  - «Décimas para Alfredo», de Numa Moraes y Washington Benavides.
  - «El cantor», de Eleodoro Villada Bustamante.
  - «El flaco de los sueños (Añejada voz)», cantada por el Chango Nieto.
  - «Guitarras como campanas», de Roberto Darvin.
  - «La soberbia del silencio», de César Isella.
  - «Milonga del 10 de marzo», de Manuel Capella.
  - «Milonga igual», de Jorge Nasser.
  - «Milongaluz», de Omar Romano.
  - «Milonga negra», de Julio Cobelli.
  - «Milonga para Alfredo», del grupo Pareceres.
  - «Milonga por él»,[25] de Caíto Díaz.
  - «Milonga viuda», de Manuel Capella.
  - «Querido Alfredo», de Teresa Parodi.
  - «Querido Alfredo»,[26] de Víctor Heredia.
  - «Réquiem para un amigo», de César Isella.
  - «Rosa cantora», de Rubén Olivera.
  - «Vecino (Alfredo Zitarrosa)», de Kevin Johansen.
  - «Y la milonga lo sabe»,[27] de Nahuel Porcel de Peralta.
  - «Zamba del emigrante»,[28] de Ismael Serrano.
  - «Zitarrosa», del grupo Bajofondo.
  - «Zitarrosa en el cielo», del Cuarteto de Nos.
  - «Zitarroseando», de Alejandro del Prado.
- El documental cinematográfico Ausencia de mí, de la realizadora argentina Melina Terribili, íntegramente dedicado a su exilio.
- Libros sobre su vida y su obra:
  - Cantares del alma, de Guillermo Pellegrino.
  - La voz de adentro, de Saúl Ibargoyen.
  - Poesía y mito - Alfredo Zitarrosa, de Mónica Salinas.
  - Su historia «casi» oficial, de Eduardo Erro.
  - Y yo salí cantor, de Julio C. Corrales y Carlos J. Castillos.
- La novela gráfica Zitarrosa, dibujada por el argentino Max Aguirre con guion del uruguayo Rodolfo Santullo, publicada como historieta en octubre de 2012.[29]
- Un mural callejero realizado por el artista José Gallino[30]
- El asteroide 17410 (1988 CQ4) lleva su nombre desde enero de 2013.[31]